# Період шістнадцяти держав

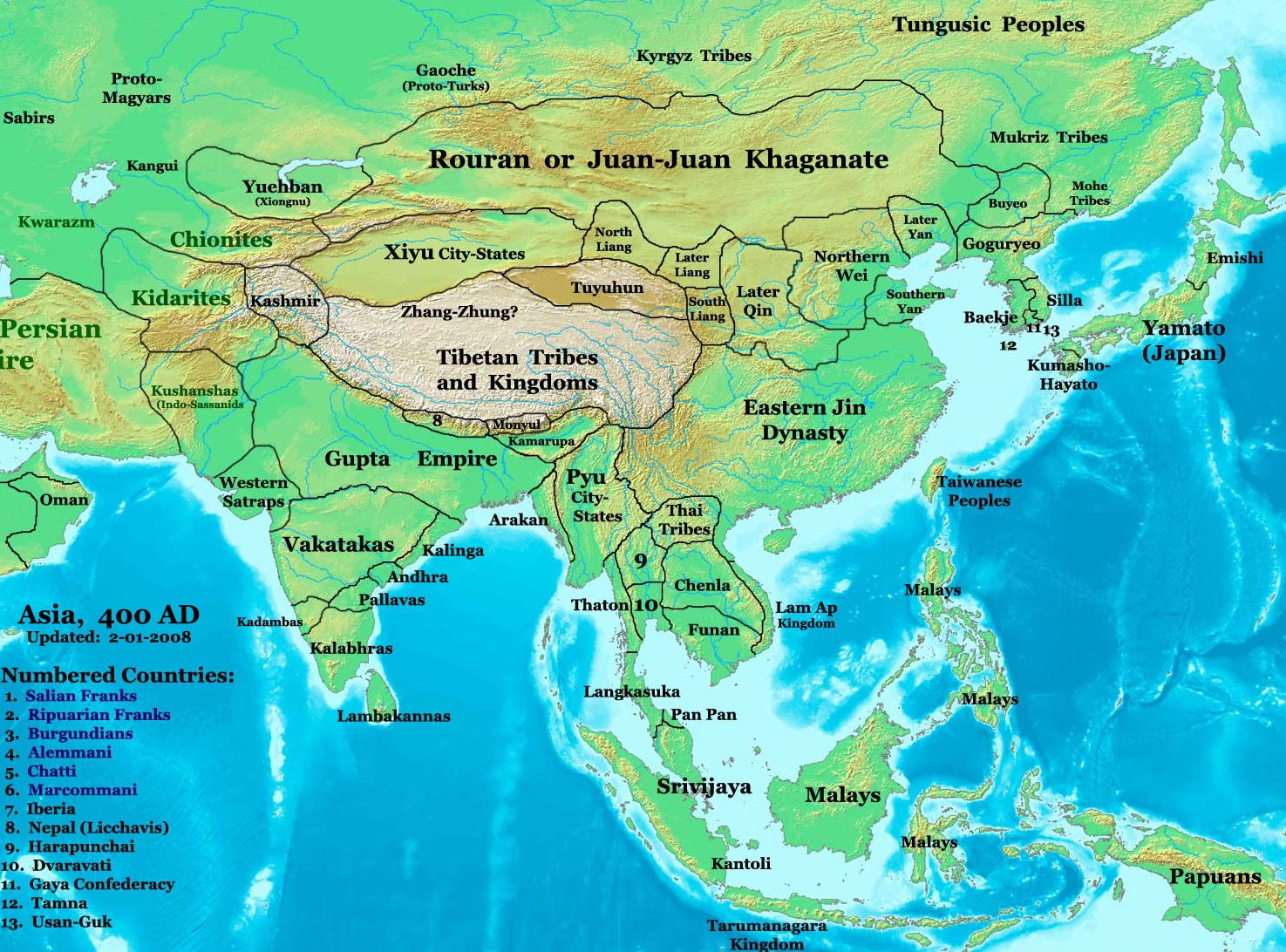
Період шістнадцяти держав

Період шістнадцяти держав (кит. 十六国, пін. Shíliùguó, Шилю ґо) — період китайської історії з 304 до 439 року. Розпочався з повалення династії Західна Цзінь у північному Китаї, завершився встановленням сталого панування династії Північна Вей, яка підкорила усю північ країни, знищивши останні з цих царств. Змінився періодом за назвою Південні та Північні династії.

## Історія
Початок покладено послабленням династії Західна Цзінь наприкінці 290-х років. Скориставшись Війною восьми принців, до північного Китаю вдерлися племена хунну та сяньбі. Вони поклали початок самому періоду. В 310-х роках утворюється держава Рання Чжао, яка стала першою з «варварських» держав. Надалі на півночі Китаю формувалися інші держави. Їх фундаторами були племена хунну, цзє (одного з предків тюрків), сяньбі (одне з протомонгольських племен), ді, цзунів та цянів (тибетські племена), а також китайські сановники або аристократи.
Через політичну та економічну нестабільність ці держави швидко змінювали або захоплювали одна іншу. Правителі цих «імперій» часто не могли отримати підтримку місцевого китайського населення. Здебільшого їх володарі приймали титули імператорів, інколи ванів — князів. Більшість з них разом із боротьбою проти своїх сусідів-«варварів» намагалися завоювати державу Східна Цзінь. Найбільших успіхів в цьому досягла держава Рання Цінь, проте остаточно не зуміла повністю розбити війська Цзінь.
У релігійній сфері цей період знаменується посиленням позицій буддизму, багато з володарів держав приймали цю віру, сприяли зведенню монастирів. При цьому встановлюються контакти з буддистськими центрами Індії, Непалу, Яви, чому сприяли численні буддистські мандрівники одним з найвідоміших був Фасянь. Проте періоди підтримки буддизму чергувалися із захопленням даосизмом.
В економічній сфері постійні війни між цими державами призвели до збідніння більшої частини населення. Звичним явищем став голод, що призводило до повстань селян та переміщення населення.

## Держави
| Українською                             | Китайською | Час існування | Засновник                    | Коментар                                        |
| --------------------------------------- | ---------- | ------------- | ---------------------------- | ----------------------------------------------- |
| Рання Чжао, Хань Чжао або Північна Хань | 前趙       | 304－329      | Лю Юань 劉淵                 | сюнну                                           |
| Чен                                     | 成漢       | 304－347      | Лі Сюн 李雄 (274–334)        | Ба-ді                                           |
| Рання Лян                               | 前涼       | 314－376      | Чжан Ши 張寔 (?-320)         | хань                                            |
| Пізня Чжао                              | 後趙       | 319－351      | Ши Ле 石勒 (274–333)         | цзє (сюнну)                                     |
| Рання Янь                               | 前燕       | 337－370      | Мужун Хуан 慕容皝 (297–348)  | сяньбі                                          |
| Жань Вей                                | 冉魏       | 350－352      | Жань Мінь 冉閔 (?-352)       | геноцид цзє                                     |
| Рання Цінь                              | 前秦       | 351－394      | Фу Цзянь 苻健 (317–355)      | ді, у 376–383 тримає об'єднаним північний Китай |
| Пізня Цінь                              | 後秦       | 384－417      | Яо Чан 姚萇 (331–394)        | цян                                             |
| Західна Янь                             | 西燕       | 384－394      |                              |                                                 |
| Пізня Янь                               | 後燕       | 384－407      | Мужун Чуй 慕容垂 (326–396)   | мужун-сяньбі                                    |
| Західна Цінь                            | 西秦       | 385－431      | Ціфу Ґожень 乞伏國仁 (?-388) | сяньбі                                          |
| Пізня Лян                               | 後涼       | 386－403      | Люй Ґуан 呂光 (337–400)      | кит.-ді                                         |
| Південна Лян                            | 南涼       | 397－414      | Туфа Вуґу 禿髮烏孤 (?-399)   | сяньбі                                          |
| Південна Янь                            | 南燕       | 398－410      | Мужун Де 慕容德 (336–405)    |                                                 |
| Ся                                      | 夏         | 407－431      |                              |                                                 |
| Північна Янь                            | 北燕       | 407－436      |                              |                                                 |
| Північна Лян                            | 北涼       | 397－439      |                              |                                                 |
| Західна Лян                             | 西涼       | 400－421      |                              |                                                 |